# ذا توفوس
ذا توفوس (بالإنجليزية: The Tofus)‏ مسلسل رسوم متحركة كوميدي فرنسي/كندي تم صنعه بواسطة فابريس دي كوستيل وبرتراند فيكتور. سلسلة الرسوم المتحركة هذه عبارة عن هجاء ساخر لأسلوب الحياة البيئي الذي تجسده العائلة في المسلسل، والتي تتكون من موم وبوب وشيشي ولولا وبوبا. تدور أحداث المسلسل في مدينة بوفليغ الخيالية، ويتناول العديد من جوانب الحركة البيئية، بما في ذلك المنظمات البيئية، وحقوق الحيوان ، والسلام. منذ ظهوره لأول مرة في 6 سبتمبر 2004 على Teletoon في كندا، بث البرنامج ستة وعشرون حلقة من موسمين.

## روابط خارجية
- ذا توفوس على موقع IMDb (الإنجليزية)
- ذا توفوس على موقع كينوبويسك (الروسية)
- ذا توفوس على موقع قاعدة بيانات الفيلم (الإنجليزية)